# Los tres mosqueteros (película animada de 1973)
Los tres mosqueteros (inglés: The Three Musketeers) es una película animada para la televisión de 1973. Se trata de una nueva versión de la serie animada Los tres mosqueteros de 1968. Fue producida en Australia por la compañía de animación Hanna-Barbera y estrenada en Estados Unidos el 23 de noviembre de 1973. La película está basada parcialmente en la novela homónima de Alexandre Dumas.

## Argumento
Está ambientada en la Francia del siglo XVII. El cardenal Richelieu acusa falsamente a la reina consorte de estar involucrada en un plan para derrocar a su esposo el rey de Francia. Athos, Porthos y Aramis, los mosqueteros del rey, intentarán resolver la situación. Junto a ellos lucha un joven llamado D'Artagnan, quien aspira a formar parte de los mosqueteros.